# Rio Maumee
O Rio Maumee (em inglês: Maumee River) é um pequeno rio do Ohio e nordeste de Indiana, nos Estados Unidos da América. Tem 209 km de comprimento e drena uma bacia de 16 458 km² (um pouco menor que o Kuwait e maior que Timor-Leste).
O rio Maumee forma-se na cidade de Fort Wayne (Indiana) (205 727 hab. no Censo de 2000), por confluência dos rios St. Joseph (de 160 km) e St. Marys (também de 160 km). O rio flui para nordeste, através de uma região famosa pela agricultura, de origem uma moreia glacial, até desembocar no Lago Erie, na Baía Maumee, junto à cidade de Toledo (313 619 hab. em 2000).

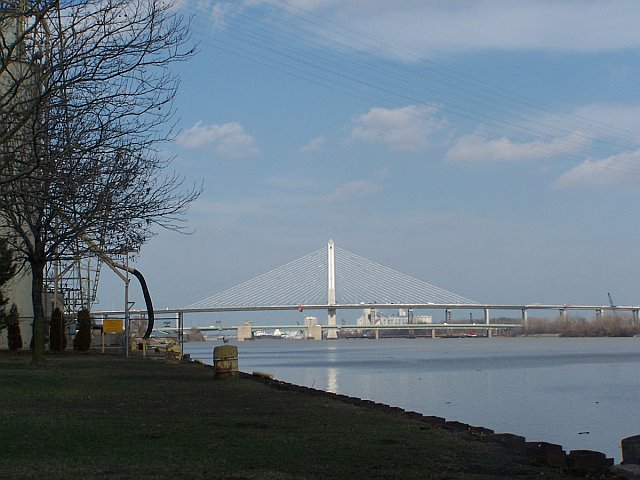
Ponte sobre o Maumee em Toledo (Ohio).

Os seus principais afluentes são os rios Tiffin (121 km) e Auglaize (160 km).
Foi declarado «Ohio State Scenic River» em 1974.